# Sotigena dulcis
Sotigena dulcis är en fjärilsart som beskrevs av Druce 1891. Sotigena dulcis ingår i släktet Sotigena och familjen nattflyn. Inga underarter finns listade i Catalogue of Life.